# Coast Guard Air Station Sacramento
Coast Guard Air Station Sacramento est une base aérienne de la garde côtière américaine située dans le comté de Sacramento, en Californie. La station emploie 189 personnes et exploite 6 aéronefs Spartan Alenia C-27J en mission de patrouille et de recherche et sauvetage à moyenne portée. Elle est située sur l'Aéroport de Sacramento McClellan, ancienne McClellan Air Force Base (en), où elle reste le seul locataire militaire.